# Ellendale
Ellendale er en amerikansk by og administrativt centrum for det amerikanske county Dickey County i staten North Dakota. I 2000 havde byen et indbyggertal på 1.559.
46°00′11″N 98°31′23″V / 46.0031°N 98.5231°V